# Demografia Haiti

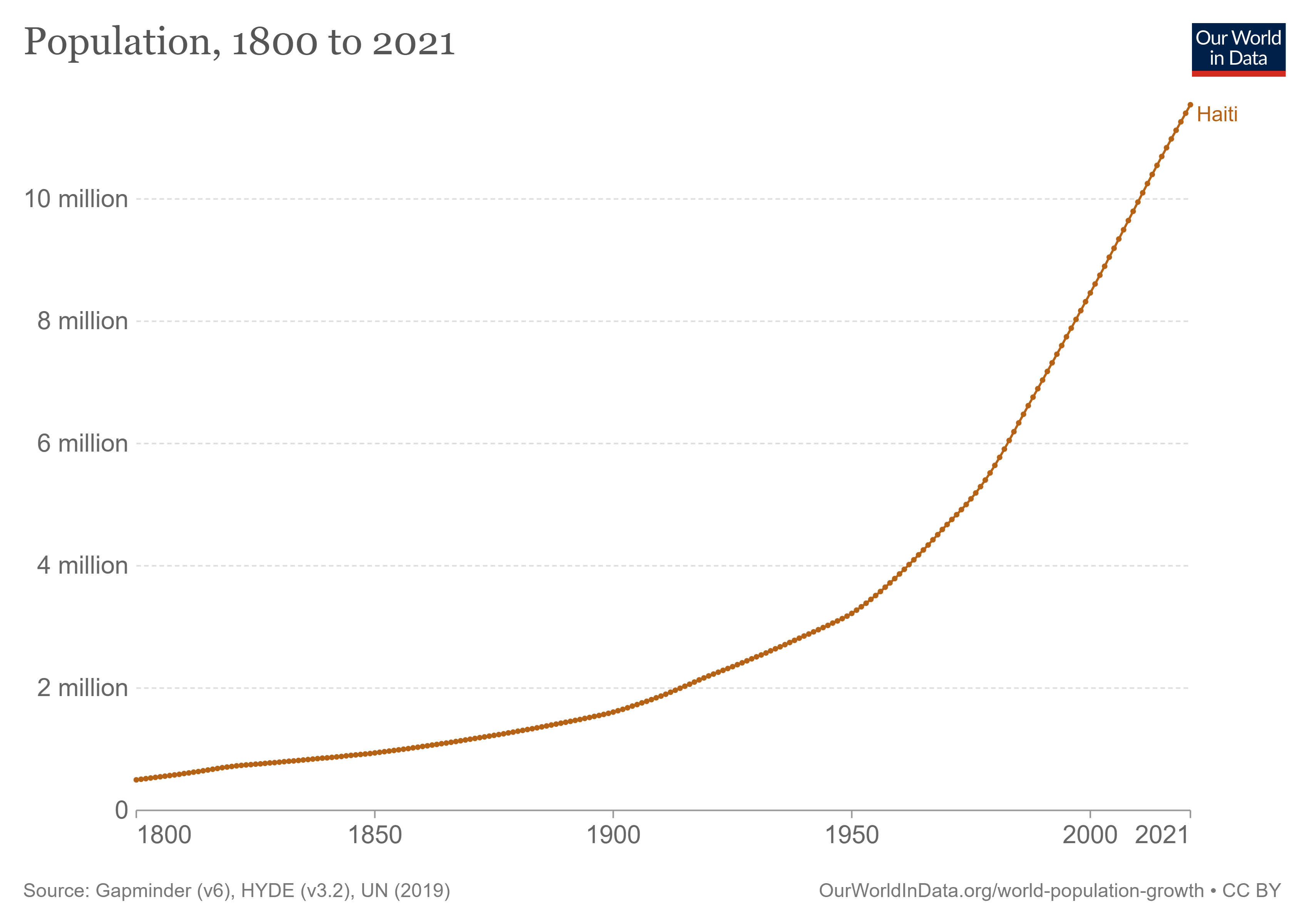
Ludność Haiti od 1800 do 2021

Chociaż średnia gęstość zaludnienia Haiti wynosi średnio 350 osób na kilometr kwadratowy jego ludność skupia się w największym stopniu w miastach, przybrzeżnych równinach i dolinach. Naród jest wieloetniczny, będąc domem dla ludzi różnych ras i grup etnicznych. 95% Haitańczyków jest głównie pochodzenia afrykańskiego.  Pozostałe 5% stanowią głównie Mulaci, Europejczycy, Azjaci i Arabowie. Hiszpańskojęzyczni mieszkańcy Haiti to głównie Kubańczycy i Dominikańczycy. Około dwie trzecie ludności Haiti żyje na obszarach wiejskich.
Chociaż odbył się narodowy spis powszechny ludności Haiti w 2003 roku, wiele z jego danych nie zostało upublicznionych. Kilka badań demograficznych, w tym praca społeczna badacz Atheny Kolbe, rzucają światło na aktualny stan mieszkańców miast. W 2006 roku, gospodarstwo domowe liczyło średnio 4,5 członków. W ogóle mieszkańców 52,7% populacji stanowiły kobiety.

## Ludność
Według rewizji World Population Prospects z 2012 roku ogólna liczba ludności w 2010 roku wynosiła 9 896 000, w porównaniu z 3 221 000 w 1950 roku, Udział dzieci w wieku do 15 lat w 2010 roku wyniósł 36,2%, 59,7% osób było w wieku między 15 a 65 lat, podczas gdy 4,5% miało 65 lat lub więcej.
| Rok  | Ogólna liczba ludności (x 1000) | Udział 0–14 lat (%) | Udział 15–64 lat (%) | Udział 65+ (%) |
| ---- | ------------------------------- | ------------------- | -------------------- | -------------- |
| 1950 | 3 221                           | 39,6                | 56,7                 | 3,7            |
| 1955 | 3 516                           | 39,7                | 56,9                 | 3,4            |
| 1960 | 3 869                           | 40,3                | 56,5                 | 3,2            |
| 1965 | 4 275                           | 41,7                | 54,9                 | 3,4            |
| 1970 | 4 713                           | 41,8                | 54,5                 | 3,7            |
| 1975 | 5 144                           | 41,3                | 54,8                 | 3,9            |
| 1980 | 5 692                           | 41,1                | 54,9                 | 4,0            |
| 1985 | 6 389                           | 42,2                | 53,8                 | 4,0            |
| 1990 | 7 110                           | 43,1                | 52,9                 | 4,0            |
| 1995 | 7 838                           | 42,6                | 53,5                 | 3,9            |
| 2000 | 8 578                           | 40,3                | 55,7                 | 4,0            |
| 2005 | 9 261                           | 38,1                | 57,8                 | 4,2            |
| 2010 | 9 896                           | 36,2                | 59,7                 | 4,5            |

### Struktury ludności[4]
| Grupa wiekowa | Mężczyźni | Kobiety   | Łącznie    | %     |
| ------------- | --------- | --------- | ---------- | ----- |
| Łącznie       | 4 993 731 | 5 091 483 | 10 085 214 | 100   |
| 0-4           | 644 550   | 618 772   | 1 263 322  | 12,53 |
| 5-9           | 608 495   | 586 984   | 1 195 479  | 11,85 |
| 10-14         | 588 618   | 569 860   | 1 158 478  | 11,49 |
| 15-19         | 551 467   | 540 897   | 1 092 364  | 10,83 |
| 20-24         | 509 042   | 510 547   | 1 019 589  | 10,11 |
| 25-29         | 454 123   | 465 513   | 919 636    | 9,12  |
| 30-34         | 340 518   | 362 078   | 702 596    | 6,97  |
| 35-39         | 261 157   | 286 847   | 548 004    | 5,43  |
| 40-44         | 235 182   | 253 300   | 488 482    | 4,84  |
| 45-49         | 204 077   | 219 300   | 423 377    | 4,20  |
| 50-54         | 166 418   | 176 495   | 342 913    | 3,40  |
| 55-59         | 136 034   | 148 697   | 284 731    | 2,82  |
| 60-64         | 95 939    | 110 896   | 206 835    | 2,05  |
| 65-69         | 81 854    | 94 044    | 175 898    | 1,74  |
| 70-74         | 58 181    | 71 255    | 129 436    | 1,28  |
| 75-79         | 35 538    | 45 360    | 80 898     | 0,80  |
| 80+           | 22 538    | 30 638    | 53 176     | 0,53  |
| Grupa wiekowa | Mężczyźni | Kobiety   | Łącznie    | %     |
| 0-14          | 1 841 663 | 1 775 566 | 3 617 229  | 35,87 |
| 15-64         | 2 957 953 | 3 074 620 | 6 028 577  | 59,78 |
| 65+           | 198 111   | 241 297   | 439 408    | 4,36  |

| Grupa wiekowa | Mężczyźni | Kobiety   | Łącznie    | %     |
| ------------- | --------- | --------- | ---------- | ----- |
| Łącznie       | 5 075 517 | 5 172 789 | 10 248 306 | 100   |
| 0-4           | 647 465   | 621 432   | 1 268 897  | 12,38 |
| 5-9           | 611 472   | 589 690   | 1 201 161  | 11,72 |
| 10-14         | 591 018   | 572 066   | 1 163 085  | 11,35 |
| 15-19         | 556 085   | 544 798   | 1 100 883  | 10,74 |
| 20-24         | 514 235   | 514 898   | 1 029 132  | 10,04 |
| 25-29         | 465 396   | 475 451   | 940 847    | 9,18  |
| 30-34         | 358 927   | 379 066   | 737 993    | 7,20  |
| 35-39         | 270 574   | 296 362   | 566 936    | 5,53  |
| 40-44         | 237 754   | 257 273   | 495 026    | 4,83  |
| 45-49         | 208 671   | 224 746   | 433 416    | 4,23  |
| 50-54         | 171 468   | 182 332   | 353 800    | 3,45  |
| 55-59         | 140 392   | 152 742   | 293 134    | 2,86  |
| 60-64         | 99 846    | 114 973   | 214 819    | 2,10  |
| 65-69         | 82 201    | 94 868    | 177 069    | 1,73  |
| 70-74         | 59 833    | 72 957    | 132 790    | 1,30  |
| 75-79         | 36 751    | 47 083    | 83 834     | 0,82  |
| 80+           | 23 431    | 32 053    | 55 484     | 0,54  |
| Grupa wiekowa | Mężczyźni | Kobiety   | Łącznie    | %     |
| 0-14          | 1 849 955 | 1 783 188 | 3 633 143  | 35,45 |
| 15-64         | 3 023 346 | 3 142 640 | 6 165 986  | 60,17 |
| 65+           | 202 216   | 246 961   | 449 177    | 4,38  |

## Statystyki demograficzne
Rejestracja statystyk demograficznych na Haiti jest niepełna. W związku z tym Dział Ludności Organizacji Narodów Zjednoczonych przygotował następujące szacunki.
| Okres | Urodzenia żywe rocznie | Zgony rocznie | Przyrost naturalny rocznie | CBR* | CDR* | NC*  | TFR* | IMR* | Oczekiwana długość życia ogólna | Oczekiwana długość życia mężczyźni | Oczekiwana długość życia kobiety |
| --- | ---------------------- | ------------- | -------------------------- | ---- | ---- | ---- | ---- | ---- | ------------------------------- | ---------------------------------- | -------------------------------- |
| 1950–1955 | 154 000                | 89 000        | 65 000                     | 45.7 | 26.5 | 19.2 | 6.30 | 220  | 37.6                            | 36.3                               | 38.9                             |
| 1955–1960 | 165 000                | 87 000        | 78 000                     | 44.6 | 23.6 | 21.0 | 6.30 | 194  | 40.7                            | 39.4                               | 42.0                             |
| 1960–1965 | 177 000                | 86 000        | 91 000                     | 43.5 | 21.1 | 22.4 | 6.30 | 171  | 43.6                            | 42.3                               | 44.9                             |
| 1965–1970 | 183 000                | 84 000        | 99 000                     | 40.7 | 18.6 | 22.1 | 6.00 | 150  | 46.3                            | 44.9                               | 57.6                             |
| 1970–1975 | 188 000                | 85 000        | 104 000                    | 38.2 | 17.2 | 21.1 | 5.60 | 135  | 48.0                            | 46.8                               | 49.3                             |
| 1975–1980 | 217 000                | 87 000        | 129 000                    | 40.0 | 16.1 | 23.9 | 5.80 | 131  | 50.0                            | 48.5                               | 51.5                             |
| 1980–1985 | 259 000                | 94 000        | 164 000                    | 42.8 | 15.6 | 27.2 | 6.21 | 122  | 51.5                            | 50.2                               | 52.9                             |
| 1985–1990 | 264 000                | 94 000        | 170 000                    | 39.1 | 13.9 | 25.3 | 5.70 | 100  | 53.6                            | 52.2                               | 55.0                             |
| 1990–1995 | 265 000                | 93 000        | 172 000                    | 35.5 | 12.5 | 23.1 | 5.15 | 85   | 55.3                            | 53.7                               | 56.8                             |
| 1995–2000 | 268 000                | 93 000        | 175 000                    | 32.7 | 11.3 | 21.3 | 4.62 | 70   | 56.9                            | 55.2                               | 58.7                             |
| 2000–2005 | 265 000                | 95 000        | 171 000                    | 29.7 | 10.6 | 19.1 | 4.00 | 56   | 58.1                            | 56.4                               | 59.9                             |
| 2005–2010 | 265 000                | 90 000        | 175 000                    | 27.7 | 9.4  | 18.3 | 3.55 | 49   | 60.7                            | 59.0                               | 62.4                             |
| * CBR = Współczynnik urodzeń żywych (na 1000 osób); CDR = Współczynnik zgonów (na 1000 osób); NC = Przyrost naturalny (na 1000 osób); IMR = Współczynnk zgonów niemowląt na 1000 urodzeń; TFR = Dzietność |                        |               |                            |      |      |      |      |      |                                 |                                    |                                  |

## Urodzenia i zgony[5]
| Rok  | Populacja  | Urodzenia żywe | Zgony   | Przyrost naturalny | Współczynnik urodzeń | Współczynnik zgonów | Współczynnik przyrostu naturalnego | Dzietność |
| ---- | ---------- | -------------- | ------- | ------------------ | -------------------- | ------------------- | ---------------------------------- | --------- |
| 2005 | 9 292 282  | ~258 325       | ~87 347 | ~170 978           | 27.8                 | 9.4                 | 18.4                               | 3.5       |
| 2006 | 9 445 412  | ~258 804       | ~87 842 | ~170 962           | 27.4                 | 9.3                 | 18.2                               | 3.4       |
| 2007 | 9 602 305  | ~260 222       | ~87 381 | ~172 841           | 27.1                 | 9.1                 | 18.0                               | 3.4       |
| 2008 | 9 761 929  | ~260 644       | ~87 857 | ~172 787           | 26.7                 | 9.0                 | 17.7                               | 3.3       |
| 2009 | 9 923 243  | ~261 874       | ~87 325 | ~174 549           | 26.4                 | 8.8                 | 17.6                               | 3.3       |
| 2010 | 10 085 216 | ~262 216       | ~87 741 | ~174 475           | 26.0                 | 8.7                 | 17.3                               | 3.2       |
| 2011 | 10 248 306 | ~265 431       | ~88 135 | ~177 296           | 25.9                 | 8.6                 | 17.3                               |           |
| 2012 | 10 413 211 | ~267 620       | ~88 512 | ~179 108           | 25.7                 | 8.5                 | 17.2                               | 3.2       |
| 2013 | 10 579 230 |                |         |                    |                      |                     |                                    |           |

Liczba urodzeń i zgonów są obliczone na podstawie współczynnika urodzeń i zgonów i są jedynie przybliżonymi szacunkami.

### Urodzenia i dzietność – DHS Survey
Dzietność, chciana dzietność i wpółczynnik urodzeń. Dane pochodzą z programu DHS:
| Rok       | Współczynnik urodzeń – ogólny | Dzietność – ogólna | Współczynnik urodzeń – miasta | Dzietność – miasta | Współczynnik urodzeń – wsie | Dzietność – wsie |
| --------- | ----------------------------- | ------------------ | ----------------------------- | ------------------ | --------------------------- | ---------------- |
| 1994–1995 | 34                            | 4,8 (3,0)          | 31                            | 3,3 (2,2)          | 35                          | 5,9 (3,7)        |
| 2000      | 32,6                          | 4,7 (2,7)          | 29,4                          | 3,3 (2,0)          | 34,0                        | 5,8 (3,4)        |
| 2005–2006 | 28,7                          | 4,0 (2,4)          | 26,2                          | 2,8 (1,8)          | 30,1                        | 5,0 (2,9)        |
| 2012      | 27,8                          | 3,5 (2,2)          | 24,4                          | 2,6 (1,9)          | 29,4                        | 4,4 (2,6)        |

Chciana dzietność jest ujęta w nawiasie tuż po rzeczywistej dzietności – jest to liczba dzieci jaką rodzice chcieliby mieć.

## Języki
Taino był głównym językiem prekolumbijskim na obszarze znanym teraz jako Haiti. Jednym z oficjalnych języków jest haitański, jest to język francuski – na podstawie kreolskiego afrykańskiego dialektu z wpływami języków, hiszpańskiego, portugalskiego, angielskiego i tainio. Francuski jest językiem urzędowym. Hiszpański, choć nie jest językiem oficjalnym to mówi nim coraz większa liczba ludności kraju, szczególnie w pobliżu granicy z Republiką Dominikany. Angielski jest coraz częściej używany przez młodzież i w sektorze biznesowym.

## Religia
Religią państwową jest katolicyzm, który wyznaje 80–85% ludności. 15–20% Haitańczyków praktykuje protestantyzm. Tylko bardzo niewielki procent populacji wyznaje voodoo, głównie wraz z inną religią.

## Edukacja
Choć państwowa edukacja na poziomie szkoły podstawowej teraz darmowa, prywatne i kościelno-parafialne szkoły zapewniają około 75% oferowanych programów edukacyjnych.
W ostatnich latach administracja Martelli dokonała wielu kampanii w celu upowszechnienia umiejętności czytania i pisania wśród dorosłych na Haiti. UNESCO szacuje ogólną piśmienność w 2015 roku na 61,1%. Według stanu na grudzień 2014 roku, bank Światowy poinformował, że liczba dzieci objętych obowiązkiem szkolnym wzrosła w Haiti z 78% do 90%.

## Praca
W 2004 r., 300 000 dzieci było zatrudnionych do wykonywania drobnych prac, głównie w charakterze służących. Dzieci te były wysłane do pracy przez rodziców by ci byli w stanie ich utrzymać.

## Emigracja
Emigracja na dużą skalę, głównie do Dominikany, USA i Kanady (głównie do prowincji Quebec), ale także na Kubę, oraz do innych rejonów Europy, Ameryki Północnej i Południowej takich jak: Argentyna, Francja i Gujana francuska, Hiszpania, Belgia, Wielka Brytania i Irlandia; Wenezuela, Brazylia, na Bahamy i innych karaibskich sąsiadów. Około jeden na sześciu Haitańczyków mieszka za granicą.

## CIA World Factbook[13]
Populacja:
11,1 miliona (2020)
Powierzchnia
27 750 km²
Gęstość zaludnienia
364,33 osób/km²
Grupy etniczne:
95% ludności jest czarnoskóra a 5% ludności to osoby o mieszanej etniczności i Biali.
Religie:
Rzymscy katolicy 54,7%, protestanci 28,5% (Baptyści 15,4%, Zielonoświątkowcy 7,9%, Adwentyści dnia siódmego 3%, Metodyści 1,5% inne religie protestanckie 0,7%), ateiści 10.2%, inne 4,6%, Vodou 2.1%.
Języki:
francuski (urzędowy), Kreolski Haitański (oficjalny), hiszpański (nieoficjalny)
Piśmienność: (2015)
Definicja: Osoby w wieku 15 lat i starsze, umiejące czytać i pisać
W ogólnej liczba ludności: 60.7%
Mężczyźni: 64.3%
Kobieta: 57.3%
HIV/AIDS (2014)
Procent zakażonych wśród dorosłych: 1,93%
Liczba osób żyjących z HIV/AIDS: 141 300
Roczna liczba zgonów z powodu HIV/AIDS: 3 800